# Anna Dollinayová-Vračanová
Anna Dollinayová-Vračanová (10. listopadu 1897 Okoli [opčina Velika Ludina], Chorvatsko – 1984) byla chorvatsko-slovenská překladatelka.

## Životopis
Jejím manželem byl Karol Dollinay (1887–1957). Měli dva syny Zdeňa a Fedora.
Anna se věnovala lidovýchovné a kulturní činnosti. Překládala z jihoslovanských jazyků do slovenštiny a obráceně, v různých časopisech.
Pohřbena byla v Piešťanech vedle svého manžela. V Srbsku bydlela v obci Stara Pazova.

## Dílo

### Překlad
- Priče iz davnine [Povesti z pradávna] – Ivana Brlić-Mažuranić; z chorvatštiny

### Článek
- Osvetová činnosť na dedine – Dollinayová-Vračanová, A; Československo-jihoslovanská revue, 1930–1931, s. 222–224